# 정용기 (영화 감독)
정용기(1970년 ~)는 대한민국의 영화 감독이다. 1993년 단편영화 《기억의 저편》으로 데뷔하였다. 2004년 영화 인형사로 장편영화 감독을 시작하였다.

## 학력
- 한양대학교 연극영화 학사[1]

## 작품

### 영화 감독
- 1993년 영화 《기억의 저편》
- 2004년 영화 《인형사》
- 2005년 영화 《가문의 위기》
- 2006년 영화 《가문의 부활》
- 2008년 영화 《원스 어폰 어 타임》
- 2009년 영화 《홍길동의 후예》
- 2011년 영화 《커플즈》
- 2012년 영화 《가문의 귀환》
- 2023년 영화 《옥수역 귀신》

### 각본
- 2005년 《잠복근무》

### 연출부
- 2000년 《정》